# Псилоцибе
Псило́цибе (лат. Psilocybe) — род грибов семейства Строфариевые (Strophariaceae).

## Описание
Шляпка сухая или водянистая, в зависимости от места обитания гриба. Она имеет красноватую, жёлтую или оливковую окраску.
Пластинки прирастают к ножке или слабо нисходят по ней.
Покрывало едва заметно или совсем отсутствует. Ножка хрящеватая.
Споры буро-фиолетовые, эллипсоидальной или зерновидной формы.

## Распространение и экология
Виды рода Псилоцибе — космополиты и широко распространены почти на всех континентах. Грибы этого рода — сапрофиты. Они поселяются на почве, отмерших ветвях и стеблях растений, встречаются на опилках, некоторые растут на сфагновых болотах, торфе, навозе. Могут встречаться в лесу на лесном перегное. Характерная черта многих грибов — обитание на заболоченной почве. Поэтому они относятся к гелофитным видам.

## Некоторые виды
- Psilocybe azurescens[англ.]. Произрастает в Орегоне.
- Psilocybe cubensis. Наиболее распространённый вид.
- Psilocybe cyanescens — Псилоцибе синеющая. Произрастает на тихоокеанском побережье северо-запада Северной Америки.
- Psilocybe mexicana — Псилоцибе мексиканская. Произрастает в Мексике.
- Psilocybe semilanceata — Псилоцибе полуланцетовидная. Микоризообразующий вид, распространённый в умеренных широтах.
- Psilocybe tampanensis. Произрастает в штатах Флорида и Миссисипи.

## Химический состав
Некоторые виды рода содержат алкалоиды, псилоцибин и псилоцин, обладающие психоактивными свойствами и вызывающие изменённое состояние сознания.